# 너는 내 아들
너는 내 아들(His Only Son)은 데이비드 헬링(David Helling)이 제작, 편집, 각본, 감독을 맡은 2023년 미국 성서 드라마 영화이다. 주로 가나안을 배경으로 한 이 영화는 구약성경 창세기 22장에서 주님께서 아브라함에게 그의 외아들 이삭을 모리아산에서 희생하라고 말씀하신 내용을 중심으로 한다. 영화에는 니콜라스 무와드(Nicolas Mouawad)가 아브라함 역으로, 사라 사이드(Sara Seyed)가 사라 역으로, 에단 모스코비츠(Edaan Moskowitz)가 이삭 역으로, 다니엘 실바(Daniel da Silva)가 주님 역으로 출연하며 오타비오 타데이, 니콜라이 페레즈와 함께 출연한다. 2023년 3월 31일 미국에서 개봉되었다.

## 줄거리
기원전 2000년, 가나안에서 여호와께서 아브라함에게 외아들 이삭을 모리아 산에서 번제로 바치라고 명하셨다. 아브라함은 아내 사라에게 작별 인사를 한 후, 두 종, 다메섹의 종 엘리에셀의 아들 켈살과 벨리쉬티 사람 에스골람을 데리고 이삭과 함께 갔다. 40년 전, 기원전 2040년, 당시 아브람이었던 아브라함은 아내 사라에게, 당시 사래였던 아브라함에게 여호와 하나님을 보았다고 말한다. 여호와께서는 그에게 여호와 하나님이 보여 주실 땅으로 가라고 지시하시고, 그의 고향 우르 카스딤을 떠나 큰 민족을 이루게 해 주시겠다고 약속하셨다.
현재, 헤브론으로 가는 길에서 일행은 벨리쉬티 왕 아비멜렉의 호위병 몇 명을 만난다. 아브라함이 아비멜렉 왕을 아는 아브람이라고 밝히자, 벨리쉬티 사람들은 일행을 홀로 남겨둔다. 진영에서 아브라함은 목자들을 이끌고 동쪽 시날의 왕들을 물리치고 아브라함의 가족을 포함한 소돔 포로들을 구출한 사건을 이야기한다. 아브라함은 또한 일행과 함께 악행으로 인한 소돔과 고모라의 멸망에 대해서도 이야기한다.
여정 내내 아브라함은 주님께서 땅과 후손을 약속하신 일과, 기근이 들 때 사래가 아브람에게 이집트로 가라고 조언했던 일을 떠올린다. 헤브론에 다다르자 아브라함은 주님께서 자신과 맺으신 언약을 떠올린다. 그 언약은 아브람이 사래의 이집트 여종 하갈과 동침하여 사래의 요청에 따라 자녀를 낳게 하고, 하갈이 임신하여 헤브론에서 아브람의 맏아들 이스마엘을 낳게 함으로써 아브람, 사래, 하갈 사이에 다툼이 벌어지게 된다.
밤에 아브라함은 희생의 상징, 하나님의 거룩함, 죄에 대한 무지, 믿음, 하나님에 대한 자신의 경험, 죽음의 형벌 등에 대해 이야기를 나눈 후, 그리고 하나님의 마음, 방식, 생각, 그리고 그 무리에 대한 목적을 통해, 아브라함은 이삭이 아닌 자신의 목숨을 거두도록 주님께 흥정한다. 에브라다에 도착한 아브라함은 블레셋 사람들이 사라를 아비멜렉 왕의 후궁으로 데려갔다는 사실과, 주께서 아비멜렉의 집과 백성에게 재앙을 내리셔서 사라를 아브라함에게 돌려주시고 재물과 종들을 주시는 이야기를 들려준다. 에스골람이 아브라함에게 적대감을 품고 켈살이 개입하자, 무리는 다시 블레셋 사람들의 호위병들과 맞선다. 그들은 십일조를 요구한 후 그것을 버리고 가는데, 이로 인해 아브라함과 이삭 모두 다친다. 땅바닥에서 아브라함은 세 명의 방문객을 만났던 일과 주께서 아브람의 이름을 아브라함으로, 사래의 이름을 사라로 바꾸시고 이삭이라는 아이를 주시겠다고 약속하신 일을 회상한다.
모리아에 도착한 아브라함은 이삭을 데리고 산으로 간다. 이삭은 아브라함에게 어린 양이 어디 있는지 묻고, 아브라함은 주 하나님의 공급하심에 대해 대답한다. 사라의 임신부터 이삭의 탄생까지를 회고하며, 아브라함은 이삭에게 이삭이 제물임을 밝힌다. 이삭은 마지못해 아브라함의 말을 따르고, 아브라함은 이삭을 묶는다. 아브라함이 이삭을 제물로 바치려 할 때, 주님은 아브라함에게 이삭을 살려두라고 말씀하신다. 아브라함은 제물 대신 숫양을 제물로 바친다. 그러자 아브라함은 주님께서 공급해 주시겠다고 선언한다. 아브라함이 이삭을 하나님께 바치는 것을 아끼지 않았기에, 주님은 아브라함에게 하신 약속을 다시 한번 되풀이하신다.
2천 년 후, 서기 30년, 십자가에 매달린 로마 백부장은 십자가에 못 박힌 예수님을 하나님의 아들로 인정한다.